# Kenneth Lofton Jr.
Kenneth Wayne Lofton Jr., né le 14 août 2002 à Port Arthur dans le Texas, est un joueur américain de basket-ball évoluant aux postes d'ailier fort et pivot.

## Biographie

### Carrière universitaire
Entre 2020 et 2022, il joue pour les Bulldogs de Louisiana Tech, marquant 14,3 points de moyenne sur les deux années.

### Carrière professionnelle

#### Grizzlies de Memphis (2022-2023)
Lors de la draft 2022, il n'est pas sélectionné mais signe ensuite un contrat two-way avec les Grizzlies de Memphis.
En février 2023, il participe au Rising Stars Challenge du NBA All-Star Game 2023 pour la team Jason, notamment au côté de Scoot Henderson, où il se fait remarquer en marquant 7 points, soit le deuxième meilleur total de son équipe.
En mars 2023, après de bonnes performances en G-League, il joue de nouveau avec la franchise NBA des Grizzlies de Memphis, où il signe plusieurs performances au dessus des 10 points.
Après une belle saison en G League, terminée avec des moyennes de 20,2 points, 10,5 rebonds et 3,9 passes par match, il est nommé Rookie of the Year de G-League (en).
Début avril 2023, son contrat two-way est converti en un contrat standard,. Il est coupé en décembre 2023.

#### 76ers de Philadelphie (décembre 2023-mars 2024)
Fin décembre 2023, il rebondit aux 76ers de Philadelphie en y signant un contrat two-way. Il est coupé par les 76ers le 1er mars 2024.

#### Jazz de l'Utah (mars-avril 2024)
En mars 2024, il signe un contrat non garanti de trois saisons avec le Jazz de l'Utah.

## Statistiques

### Universitaires
| Saison    | Équipe         | Matchs | Titul. | Min./m | % Tir | % 3pts | % LF | Rbds/m. | Pass/m. | Int/m. | Ctr/m. | Pts/m. |
| --------- | -------------- | ------ | ------ | ------ | ----- | ------ | ---- | ------- | ------- | ------ | ------ | ------ |
| 2020-2021 | Louisiana Tech | 32     | 28     | 22,8   | 56,7  | –      | 59,6 | 7,53    | 1,47    | 1,03   | 0,72   | 12,16  |
| 2021-2022 | Louisiana Tech | 33     | 33     | 27,0   | 53,9  | 20,0   | 67,2 | 10,52   | 2,76    | 1,15   | 0,73   | 16,45  |
| Carrière  | Carrière       | 65     | 61     | 25,0   | 55,0  | 20,0   | 63,7 | 9,05    | 2,12    | 1,09   | 0,72   | 14,34  |

### Professionnelles

#### En NBA
| Saison    | Équipe   | Matchs | Titul. | Min./m | % Tir | % 3pts | % LF | Rbds/m. | Pass/m. | Int/m. | Ctr/m. | Pts/m. |
| --------- | -------- | ------ | ------ | ------ | ----- | ------ | ---- | ------- | ------- | ------ | ------ | ------ |
| 2022-2023 | Memphis  | 24     | 1      | 7,3    | 52,7  | 35,3   | 59,3 | 2,12    | 0,83    | 0,21   | 0,08   | 5,00   |
| Carrière  | Carrière | 24     | 1      | 7,3    | 52,7  | 35,3   | 59,3 | 2,12    | 0,83    | 0,21   | 0,08   | 5,00   |

#### En G-League
| Saison    | Équipe   | Matchs | Titul. | Min./m | % Tir | % 3pts | % LF | Rbds/m. | Pass/m. | Int/m. | Ctr/m. | Pts/m. |
| --------- | -------- | ------ | ------ | ------ | ----- | ------ | ---- | ------- | ------- | ------ | ------ | ------ |
| 2022-2023 | Memphis  | 17     | 15     | 28,5   | 54,1  | 25,0   | 65,3 | 10,41   | 3,94    | 1,24   | 0,59   | 20,18  |
| Carrière  | Carrière | 17     | 15     | 28,5   | 54,1  | 25,0   | 65,3 | 10,41   | 3,94    | 1,24   | 0,59   | 20,18  |

## Records sur une rencontre en NBA
Les records personnels de Kenneth Lofton Jr. en NBA sont les suivants, :
| Type de statistique        | Saison régulière | Saison régulière          | Saison régulière |
| Type de statistique        | Record           | Adversaire                | Date             |
| -------------------------- | ---------------- | ------------------------- | ---------------- |
| Points                     | 42               | @ Thunder d'Oklahoma City | 9 avril 2023     |
| Paniers marqués            | 17               | @ Thunder d'Oklahoma City | 9 avril 2023     |
| Paniers tentés             | 25               | @ Thunder d'Oklahoma City | 9 avril 2023     |
| Paniers à 3 points réussis | 2                | @ Heat de Miami           | 15 mars 2023     |
| Paniers à 3 points tentés  | 2                | 4 fois                    | 4 fois           |
| Lancers francs réussis     | 8                | @ Thunder d'Oklahoma City | 9 avril 2023     |
| Lancers francs tentés      | 12               | @ Thunder d'Oklahoma City | 9 avril 2023     |
| Rebonds offensifs          | 6                | @ Thunder d'Oklahoma City | 9 avril 2023     |
| Rebonds défensifs          | 8                | @ Thunder d'Oklahoma City | 9 avril 2023     |
| Rebonds totaux             | 14               | @ Thunder d'Oklahoma City | 9 avril 2023     |
| Passes décisives           | 3                | 2 fois                    | 2 fois           |
| Interceptions              | 2                | Rockets de Houston        | 24 mars 2023     |
| Contres                    | 1                | 2 fois                    | 2 fois           |
| Balles perdues             | 2                | 3 fois                    | 3 fois           |
| Minutes jouées             | 40               | @ Thunder d'Oklahoma City | 9 avril 2023     |

- Double-double : 1 (@ Thunder d'Oklahoma City - 9 avril 2023)
- Triple-double : 0

Dernière mise à jour : 12 avril 2023

## Palmarès
- First-team All-Conference USA (2022)
- Third-team All-Conference USA (2021)
- Conference USA Freshman of the Year (2021)